# Tolna sypnoides
Tolna sypnoides är en fjärilsart som beskrevs av Butler 1878. Tolna sypnoides ingår i släktet Tolna och familjen nattflyn. Inga underarter finns listade i Catalogue of Life.

## Bildgalleri

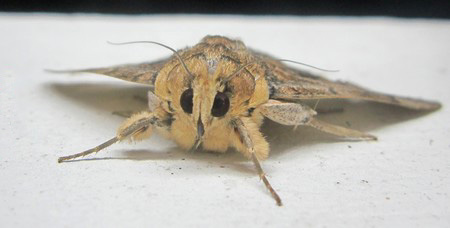
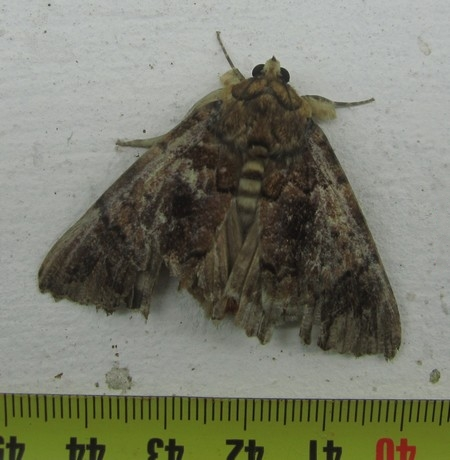
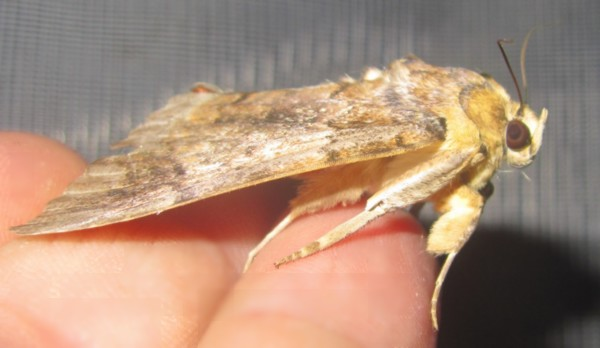
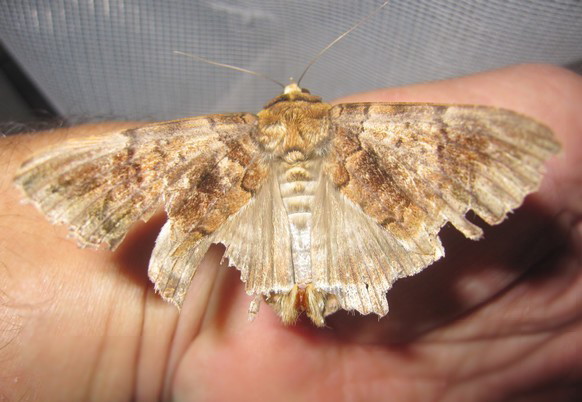
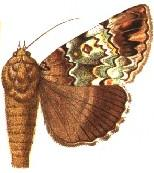
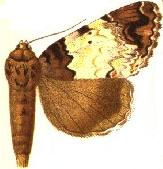